# Jerisjärvi
Jerisjärvi är en sjö i Finland. Den ligger i kommunerna Muonio och Kittilä i landskapet Lappland, i den norra delen av landet, 900 km norr om huvudstaden Helsingfors. Jerisjärvi ligger 257,6 meter över havet. Den är 11,7 meter djup. Arean är 23,51 kvadratkilometer och strandlinjen är 74,83 kilometer lång. Sjön  ingår i Torne älvs huvudavrinningsområde. 

## Öar
- Isosaari, ö i Muonio, 67°53′49″N 24°06′50″Ö / 67.8969°N 24.1138°Ö (4 km²)
- Tulkinsaari, ö i Muonio, 67°55′07″N 24°05′41″Ö / 67.9187°N 24.0946°Ö (18 ha)
- Muuraissaari, ö i Muonio, 67°53′25″N 24°04′21″Ö / 67.8904°N 24.0726°Ö (5 ha)
- Rahunsaari, ö i Muonio, 67°53′21″N 24°09′25″Ö / 67.8893°N 24.157°Ö (2 ha)
- Taavonsaari, ö i Muonio, 67°54′28″N 24°08′07″Ö / 67.9079°N 24.1354°Ö (1 ha)
- Lapinsaari, ö i Kittilä, 67°53′27″N 24°10′31″Ö / 67.8908°N 24.1753°Ö (1 ha)
- Kenttäsaari, ö i Kittilä, 67°53′19″N 24°10′29″Ö / 67.8887°N 24.1748°Ö (1 ha)
- Matalasaari, ö i Kittilä, 67°53′21″N 24°11′29″Ö / 67.8891°N 24.1915°Ö (1 ha)